# Szamosi Judit (balettművész)
Szamosi Judit (Budapest, 1955. március 29. –) Liszt Ferenc-díjas magyar táncművész, koreográfus.

## Életpályája
Budapesten született, 1955. március 29-én. Az Állami Balett Intézetben 1974-ben végzett és attól az évtől a Fővárosi Operettszínházhoz szerződött, ahol vezető szólista, magántáncos volt. Dekoratív megjelenése, szép vonalú tánca nemcsak operettek és musicalek táncbetéteiben – Violetta, A denevér, A víg özvegy, Csárdáskirálynő, A mosoly országa stb. – érvényesült, de a színház önálló balettprodukcióiban is sikereket hozott számára. 1990-ben Liszt Ferenc-díjas lett.
Több filmben szerepelt. Miután aktív táncosként pályáját abbahagyta, koreográfiákat készít.

## Színházi szerepeiből
- Johann Strauss A denevér... szólótánc
- Kálmán Imre: Csárdáskirálynő... szólótánc
- Lehár Ferenc: A mosoly országa... szólótánc
- Lehár Ferenc: Luxemburg grófja... szólótánc
- Lehár Ferenc: Cigányszerelem... szólótánc
- Ligeti György – Geszler György: Koreográfiai kalandok
- Mesebalett – Hófehérke ... Hófehérke
- Mesebalett – Hamupipőke ... Hamupipőke
- Tánccal a zene birodalmában (balettest)... közreműködő táncos
- Fernando de Rojas – Behár György: Toledoi szerelmesek... szólótánc
- Stephen Schwartz: Pipin... A Mester egyik segédje
- Máté Péter – Urbán Gyula: Kaméleon... táncos
- Marvin Hamlisch: A mi dalunk szól... táncos
- Anthony Marriott: Csak semmi szexet, kérem, angolok vagyunk!... Barbara

## Koreográfiáiból
- Eisemann Mihály: Zsákbamacska
- Lehár Ferenc: A víg özvegy
- Lehár Ferenc : Cigányszerelem
- Ábrahám Pál: Bál a Savoyban
- Georges Feydeau: Osztrigás Mici
- Jacques Deval: A potyautas
- Wolfgang Kohlhaase: Hal négyesben
- William Somerset Maugham: Imádok férjhez menni
- Jacobi Viktor: Sybill
- Huszka Jenő: Lili bárónő
- Kiss József Kölcsönkért kastély
- Vaszary Gábor: Bubus
- Békeffi István: Az okos mama
- Schönthan testvérek – Kellér Dezső – Horváth Jenő – Szenes Iván: A szabin nők elrablása

## Filmes és televíziós szerepei
- Szép lányok, ne sírjatok! (1970)
- Szindbád (1971)
- És mégis mozog a föld (1973)... Dorothea
- Egy elsárgult fénykép (1978)
- Hasonmás (1973)
- A plakátragasztó (1979)
- Vakvilágban (1987)... Táncosnő